# Sonia Zúñiga
Sonia Zúñiga Lucas (Madrid, 1972) es viróloga e investigadora española del Centro Nacional de Biotecnología (CNB-CSIC) y experta en coronavirus.

## Trayectoria
Zúñiga es doctora en Ciencias Químicas, en la especialidad de Biología Molecular, por la Universidad Autónoma de Madrid (UAM), con la tesis que lleva por título: Análisis funcional de seis ORFs de Saccharomyces cerevisiae implicación de YDL100c en la homeostasis de metales. Lleva veinte años trabajando como investigadora en el laboratorio del Centro Nacional de Biotecnología (CNB) del Consejo Superior de Investigaciones Científicas (CSIC). Empezó a trabajar con coronavirus en el año 2000.
Forma parte del grupo de investigación del CNB encargado del desarrollo de una vacuna contra el SARS-CoV-2 basada en replicones no infectivos, junto a los también investigadores Luis Enjuanes e Isabel Sola, para la obtención de una vacuna esterilizante ante el contagio. Además de la búsqueda de la vacuna, el equipo de Enjuanes, Sola y Zúñiga también explora fármacos que puedan ser eficaces como antivirales y anticuerpos que puedan proteger contra el virus.
Es coinventora de una patente sobre el desarrollo de vectores infectivos derivados del coronavirus y sus aplicaciones.

## Reconocimientos
En marzo de 2022, Zúñiga recibió uno de los Premios Igualdad que otorga anualmente la concejalía de Políticas de Igualdad del Ayuntamiento de Manzanares (Ciudad Real) con motivo del Día Internacional de la Mujer, para destacar el trabajo de mujeres exitosas en sus campos profesionales y que pueden servir como referentes para mujeres y niñas. Zúñiga fue reconocida con este galardón junto a las también científicas Ana Esteban, Melissa Belló, Li Wang, Margarita González e Isabel Sola, por formar parte del equipo de investigación de Coronavirus del Centro Nacional de Biotecnología, perteneciente al Consejo Superior de Investigaciones Científicas (CSIC).